# Kanton Le Puy-en-Velay-Est
Le Puy-en-Velay-Est is een voormalig kanton van het Franse departement Haute-Loire. Het kanton maakte deel uit van het arrondissement Le Puy-en-Velay. Het werd opgeheven door het decreet van 17 februari 2014, met uitwerking op 22 maart 2015.

## Gemeenten
Het kanton Le Puy-en-Velay-Est omvatte de volgende gemeenten:
- Blavozy
- Brives-Charensac
- Le Puy-en-Velay (deels, hoofdplaats)
- Saint-Germain-Laprade